# 山本佳唯
山本 佳唯（やまもと かい、2005年6月21日 - ）は、日本のサッカー選手。ポジションはGK。

## クラブ歴
シンガポール育ちで、2021年夏にアルビレックス新潟シンガポールに加入した。翌年にはトップチームのベンチに数多く入るようになったが、出場機会はなかった。選手初出場は2023年6月24日のシンガポールプレミアリーグで、この試合にフル出場した。この後正ゴールキーパーとなったが、翌月に大学進学のために退団した。米国のカーネギーメロン大学へと進んだ。
翌年5月25日、アルビレックス新潟シンガポールへの再加入が発表された。